# Lissie Maurus
Elisabeth Maurus, bedre kendt som Lissie Maurus er en Singer/songwriter fra USA.

## Diskografi
- Catching A Tiger (2010)